# Intolerance (film fra 1916)
Intolerance er en amerikansk episk stumfilm fra 1916 instrueret af D. W. Griffith. Filmen blev i USA markedsført med undertitlerne Love's Struggle Throughout the Ages og A Sun-Play of the Ages.
På trods af at filmen ved sin udgivelse modtog blandede anmeldelser, anses filmen i dag som en af de mest betydende film fra stumfilmæraen. Den mere end tre timer lange film følger fire parallelle historier, der foregår med flere århundreders mellemrum: den første historie er et nutidigt melodrama om forbrydelse og frelse; den anden en historie fra Judæa om Kristi liv og død; den tredje fra Frankrig og begivenhederne under massakren på huguenotterne under Bartholomæusnatten i 1572; og den fjerde en historie fra Babylon om den Babyloniens undergang og nederlag til perserne i 539 f.v.t. Filmen var i sort-hvid, men de enkelte historier havde hver sin farvetone i de originale udgaver. De fire historier er bundet sammen med optagelser af en kvinde, der repræsenterer den evige moderskab, ved en vugge.
Griffith valgte temaet intolerance for filmen delvist som svar på, at hans tidligere film The Birth of a Nation (1915) blev stærkt kritiseret af NAACP og af andre for filmens racemæssige stereotyper og glorificering af Ku Klux Klan. Intolerance var dog ikke en undskyldning, da Griffith ikke mente, at han havde noget at undskylde; i adskillige interviews gjorde Griffith det klart, at filmen var en gendrivelse af kritikken, og at han anså kritikerne for de intolerante. I årene efter udgivelsen havde Intolerance stærk indflydelse på europæisk film. Ved Verdensudstillingen i Bruxelles i 1958, der gennemførte verdens første universelle kåring af "Verdens første film", blev filmen stemt ind som nr. 7 på listen over "Verdens bedste film". I 1989 var den en af de første film, der blev udvalgt til opbevaring ved det amerikanske National Film Registry.
Filmen havde dansk premiere den 1. oktober 1918 i Palads Teatret.

## Handling
Filmen består af fire forskellige, men parallelle, historier, der med stigende frekvens klippes sammen og leder mod filmens klimaks, der demonstrerer menneskehedens vedvarende intolerance gennem tiderne.
1. Den babylonske historie (539 f.v.t.) skildrer konflikten mellem den babylonske fyrst Belshassar og den persiske Kyros den Store. Babylons fald er et resultat af intolerance, der opstår som følge af en konflikt mellem følgerne af to rivaliserende babylonske guder – Bel-Marduk og Ishtar.
2. Den bibelske historie (ca. 27 e.Kr.) beskriver, hvordan intolerance førte til Jesu korsfæstelse som følge af begivenhederne ved brylluppet i Kana og episoden, hvor Jesus intervenerede i en ophidset mængde, der ville stene en kvinde grundet utroskab. Denne historie er den korteste af de fire.
3. Den franske historie (1572) fortæller om den religiøse intolerance, der førte til Bartholomæusnatten, hvor protestantiske Huguenotter blev massakreret af de franske katolikker.
4. Den amerikanske "moderne" historie (ca. 1914) viser, hvordan kriminalitet, moralsk puritanisme og konflikter mellem hensynsløse kapitalister og strejkende arbejdere ødelægger marginaliserede amerikaneres liv. For at få flere penge til sin søsters velgørenhed beordrer en mølleejer en 10% lønnedgang for sine arbejderes. En efterfølgende arbejders strejke knuses, og The Boy og The Dear One drager mod en anden by; hun lever i fattigdom, og han må forsøge sig ved kriminalitet. De bliver gift, og han forsøger at komme ud af kriminaliteten, men hans tidligere chef får ham dømt for et tyveri han ikke har begået. Mens han er i fængsel, må hans kone tåle, at deres barn bliver taget væk af det samme "moralske opløftende samfund", som anstiftede strejken. Da han er løsladt fra fængslet, opdager han, at eks-chefen forsøger at voldtage hans kone. En kamp begynder, og i forvirringen skyder chefens kæreste chefen. Hun flygter, og The Boy bliver dømt for mordet og dømt til hængning. En venlig politimand hjælper The Dear One med at finde den rigtige morder, og sammen forsøger de at nå frem til guvernøren i tide, så hendes mand ikke bliver hængt.

Pauser mellem forskellige tidsperioder markeret af et symbolsk billede af en mor, der vugger en vugge, som repræsenterer generationernes gang. Filmen krydsklipper samtidig frem og tilbage og fletter de enkelte elementer sammen over store mellemrum af rum og tid, med over 50 overgange mellem de forskellige elementer. Et af filmens usædvanlige kendetegn er, at mange af karaktererne ikke har navne. Griffith ønskede, at de skulle være symboler for forskellige mennesketyper. Således hedder den centrale kvindelige karakter i den moderne historie The Dear One, hendes unge mand hedder The Boy, og lederen af den lokale mafia hedder The Musketeer of Slums.

## Medvirkende
- Lillian Gish som Det Evige Moderskab

Den moderne amerikanske historie
- Mae Marsh som "The Dear One"
- Robert Harron som "The Boy", en arbejder ved Jenkins Mill
- Fred Turner som "The Dear Ones" fr, arbejder ved Jenkins Mill
- Miriam Cooper som #The Friendless One", tidligere nabo til The Boy og The Dear One
- Walter Long som "Slummens musketer"
- Tom Wilson som den venlige politimand
- Vera Lewis som Miss Mary T. Jenkins
- Sam De Grasse som Mr. Arthur Jenkins, chef på Jenkins Mill
- Lloyd Ingraham som Dommeren
- Ralph Lewis som guvernøren
- A. W. McClure som fængselspræst
- Max Davidson som nabo til The Dear One

Den franske historie (1572)
- Margery Wilson som Brown Eyes
- Eugene Pallette som Prosper Latour
- Spottiswoode Aitken som Brown Eyes' far
- Ruth Handforth som Brown Eyes' mor
- Allan Sears som Lejesoldaten
- Josephine Crowell som Katarina af Medici, dronningemoderen
- Frank Bennett som Karl 9. af Frankrig
- Maxfield Stanley som Prins Henrik af Frankrig
- Joseph Henabery som Gaspard de Coligny
- Constance Talmadge som Prinsesse Marguerite af Valois
- W. E. Lawrence som Henrik af Navarre

Den babylonske historie
- Constance Talmadge som The Mountain Girl (hendes anden filmrolle)
- Elmer Clifton som The Rhapsode
- Alfred Paget som Belshassar
- Seena Owen som Belshassars udkårne
- Tully Marshall som ypperstepræst for Bel-Marduk
- George Siegmann som Kyros den Store
- Carl Stockdale som Kong Nabonidus, far til Belshassar
- Elmo Lincoln som Belshassars vagt
- Frank Brownlee som The Mountain Girls bror

Den bibelske historie
- Howard Gaye som The Nazarene
- Lillian Langdon som Mary, the Mother
- Bessie Love som Bruden
- George Walsh som Brudgommen

Gæsteoptrædener/mindre roller
- Mary Alden
- Frank Borzage
- Tod Browning (Crook)
- Frank Campeau
- Jewel Carmen
- Constance Collier
- Donald Crisp
- Carol Dempster
- Douglas Fairbanks
- Mildred Harris
- Dell Henderson
- Harold Lockwood
- Wilfred Lucas
- Francis McDonald
- Owen Moore
- Carmel Myers
- Wallace Reid
- Eve Southern
- Pauline Starke
- Erich von Stroheim
- Madame Sul-Te-Wan
- Natalie Talmadge
- Ethel Grey Terry
- Herbert Beerbohm Tree
- King Vidor
- John P. McCarthy

## Produktion
Opgaven med at producere Intolerance var en kæmpe opgave med monumentale kulisser, overdådige tidstypiske kostumer og med mere end 3.000 statister. På studiets grund på Sunset Boulevard var opført mure på over 90 meters højde til brug for Babylonscenerne, såvel som gader i Judæa og kulisser for middelalderens Frankrig. Omkostningerne til statister blev rapporteret til at have udgjort $12.000 dagligt. Griffith indledte med at indspille Den moderne amerikanske historie, der var planlagt inden The Birth of a Nation opnåede sin store kommercielle succes. Herefter udvidede Griffith kraftigt filmen til at omfatte de tre andre parallelle historier under temaet "intolerance". Mere end 91 km film blev optaget.
De samlede omkostninger ved at producere Intolerance blev rapporteret til at være tæt på $2 millioner inklusive $250.000 for Belshassar festscenen alene, en astronomisk sum i 1916, men regnskabet for filmen viser de nøjagtige omkostninger til være $385.906,77. En tredjedel af budgettet gik til at lave de babylonske dele af filmen.
De samlede omkostninger ved at producere Intolerance blev rapporteret til at være tæt på $2 millioner herunder $250.000 alene for Belshassars festscene, et astronomisk beløb i 1916. Regnskabet for filmen viser imidlertid, at de nøjagtige omkostninger var $385.906,77, hvoraf en tredjedel af budgettet gik til at fremstille de babylonske dele af filmen.

## Modtagelse og eftermæle
Intolerance fik en entusiastisk modtagelse fra filmkritikerne ved premieren. Filmen var imidlertid en kommerciel fiasko ved sin første udgivelse, men den har siden modtaget meget positive anmeldelser og har senere vundet popularitet. Theodore Huff, en af de førende filmkritikere i første halvdel af det 20. århundrede , mente, at det var den eneste film, der var værdig til at indtage sin plads ved siden af Beethovens 5. Symfoni, Michelangelos malerier i Det Sixtinske Kapel osv., som et særskilt og centralt kunstnerisk bidrag.
Intolerance blev i 1982 vist uden for konkurrence ved Filmfestivalen i Cannes og blev i 1989 udvalgt til opbevaring ved USA's National Film Registry under Library of Congress som værende "kulturelt, historisk eller æstetisk betydningsfuld". I 2007 blev filmen optaget som nr. 49 på listen over de bedste amerikanske film nogenside på den reviderede liste AFI's 100 Years ... 100 Movies. Intolerance som den 49. bedste amerikanske film nogensinde.
Anmelderen Pauline Kael skrev i 1968, at Intolerance er en af de to-tre mest indflydelsesrige film nogensinde, og efter hendes opfattelse den største film nogensinde; et synspunkt som også anmelderen Armond White tilsluttede sig i 2016.
Der var dog også mindre positive anmeldelser. Filmkritikeren David Thomson anførte, at filmens betydning blev ødelagt af dens "selvdestruktive vanvid":
| Citat | Krydsklipningen med dens selv-afbrydende format er trættende ... Den rene prætention er en blokering, og man længes efter, at "Modern Story" skal blive på lærredet;... [Den historie] er stadig meget spændende når det kommer til krydsklipningen i forsøget på at redde drengen fra galgen. Denne episode er, hvad Griffith gjorde bedst: fremragende, moderne spænding, gearet til hurtighed – hver gang Griffith satte farten farten ned, gav han efter for opstyltethed ... Enhver, der beskæftiger sig med filmhistorie, må se Intolerance og give det videre. | Citat |
|       | |       |

Filmen er ofte angivet at have været en stor underskudsforretning, men det er en myte, der er skabt som følge af de urigtig rygter om filmens budget. Selvom filmen var den indtil da dyreste amerikanske film, og selvom den solgte mindre end The Birth of a Nation, så var den omsætning på ca. $1,75 million på producenterne acceptabelt og rigeligt til at dække omkostningerne.

## Betydning
Intolerance og dens uortodokse redigering fik en enorm betydning for eftertiden, særlig i Europa og i Sovjetunionen. Flere af filmens mange instruktørassistenter, herunder Erich von Stroheim, Tod Browning og Woody Van Dyke blev siden selv betydningsfulde instruktører i Hollywood.
Filmen er parodieret af Buster Keaton i Three Ages (1923).

## Udgaver
Ophavsretten til Intolerance er i dag udløbet. Der eksisterer i alt fire hovedudgaver af filmen:
1. The Killiam Shows Version – Udgaven er taget fra en tredje generations 16 millimeter kopi og indeholder filmmusik for orgen afGaylord Carter. Længden er ca. 176 minutter og er den udgave, der de seneste år har været den oftest viste. Den er udgivet på LaserDisc og DVD af Image Entertainment og er den mest komplette udgave, der er tilgængelig på hjemmevideo.
2. The Official Thames Silents Restoration – En udgave fra 1989 restaureret af Rohauer og Thames Television baseret på den originale 35 mm udgave med farvetoner restaureret efter Griffiths oprindelige idéer. Filmens længde er 177 minutter. Filmmusikken er en digital optagelse af orketermusik af Carl Davis. Udgaven blev udgivet på VHS i USA af HBO Video. Den blev genudsendt på DVD og Blu-Ray i 2013. I Europa blev udgaven distribueret under mærket Masters of Cinema. Filmen er ikke så komplet som The Killiam Shows Version, men indeholder optagelser, som ikke findes i Killiams-udgaven.
3. The Kino Version – Udgaven er sammensat i 2002 af Kino International og er baseret på 35 mm materiale. Udgaven indeholder færre rammer pr. sekund end Killiam- og Thames-udgaverne og har derfor en længere spilletid, 197 minutter. Filmmusikken er komponeret af Joseph Turrin. PÅ trods af længere spilletid er denne udgave mindre komplet end Killiams- og Thames-udgaverne.
4. The Restored Digital Cinema Version – En restaurering foretaget af Det Danske Filminstitut i samarbejde med ZZ Productions og Arte France baseret på en udgave vist på Theatre Royal, Drury Lane i London den 7. april 1917. Udgaven er ca. 177 minutter land og havde premiere på Filmfestvalen i Venedig den 29. august 2007 og blev efterfølgende vist på Artes tv-kanal den 4. oktober 2007.[26]

Herudover findes en række yderligere kopier og udgaver.